# Moisselles
Moisselles is een gemeente in het Franse departement Val-d'Oise (regio Île-de-France) en telt 962 inwoners (1999). De plaats maakt deel uit van het arrondissement Sarcelles.

## Geografie
De oppervlakte van Moisselles bedraagt 1,5 km², de bevolkingsdichtheid is 641,3 inwoners per km².
De onderstaande kaart toont de ligging van Moisselles met de belangrijkste infrastructuur en aangrenzende gemeenten.

## Demografie
Onderstaande figuur toont het verloop van het inwonertal (bron: INSEE-tellingen).